# Eleições estaduais em São Paulo em 2018
As eleições estaduais em São Paulo em 2018 foram realizadas em 7 de outubro, como parte das eleições gerais no Distrito Federal e em 26 estados, para eleger um governador e vice-governador, dois senadores e quatro suplentes de senador, 70 deputados federais e 94 estaduais. Na eleição para governador, o empresário e ex-prefeito da capital João Doria (PSDB) terminou em primeiro lugar com 31,77% dos votos, seguido pelo então governador e candidato a reeleição Márcio França (PSB), com 21,53%. Como o primeiro colocado não atingiu mais de 50% dos votos, um segundo turno foi realizado em 28 de outubro. Por uma apertada vantagem de pouco mais de 700 mil votos, Doria foi eleito governador com 51,75%, e França ficou em segundo com 48,25%.
Para o Senado Federal, os deputados federais Major Olímpio (PSL) e Mara Gabrilli (PSDB) foram os eleitos para ocupar as cadeiras pertencentes a Aloysio Nunes (PSDB, vaga interinamente ocupada por Airton Sandoval do MDB) e Marta Suplicy (sem partido). Eles tiveram, respectivamente, 25,81% e 18,59% dos votos. Eduardo Suplicy (PT), então vereador da capital paulista ficou em terceiro com 13,32% dos votos, e o deputado federal Ricardo Tripoli (PSDB) em quarto com 9,00%.

## Candidatos

### Governador
- João Doria (PSDB): No poder há 24 anos, o partido lançou a candidatura do ex-prefeito de São Paulo João Doria, que precisou vencer as prévias da legenda derrotando nomes como José Anibal e Floriano Pesaro.[5][6] Seu candidato a vice é o deputado federal Rodrigo Garcia, do DEM[7]. Conta com o apoio de cinco partidos: DEM, PSD,[8] PTC, PRB e PP.
- Márcio França (PSB) : O PSB lançou a candidatura a reeleição de Márcio França, ex-prefeito de São Vicente e governador de São Paulo à época. Não houve necessidade de fazer prévias para definir a candidatura. França foi eleito vice-governador em 2014 e assumiu o governo do estado em abril com a renúncia do antecessor Geraldo Alckmin, que deixou o governo paulista para disputar a Presidência da República. Conta com o apoio de quinze legendas: PR,[9] PPS,[10] PV,[11] PPL, PHS,[12] PSC, PROS,[13] PMB, Solidariedade,[14] PODE,[15] PRP[16] ,PTB[17] e Patriota.[18] Sua vice é a tenente coronel Eliane Nikoluk, do PR.
- Paulo Skaf (MDB): O MDB confirmou Paulo Skaf como candidato em convenção realizada em 28 de julho. Skaf é empresário e presidente da Federação das Indústrias do Estado de São Paulo (FIESP). Já foi candidato a governo paulista em 2014 pelo partido, quando recebeu 4.594.708 votos.[19] Em chapa que não conta com apoio de outras legendas, sua vice é a tenente-coronel Carla Basson.[20]
- Luiz Marinho (PT): O Partido dos Trabalhadores possuía vários pré-candidatos até o final de 2017, sendo eles o ex-Prefeito de São Bernardo do Campo Luiz Marinho e o ex-prefeito de Guarulhos Elói Pietá. Marinho venceu as prévias e foi lançado como candidato. Contou com o apoio do PCdoB e sua vice foi a professora Ana Bock.[21]
- Prof. Claudio Fernando (PMN): O PMN resolveu lançar a candidatura do presidente estadual e ex-secretário de Portos e Aeroportos em Santos e secretário de Desenvolvimento Econômico do Guarujá. Foi a primeira candidatura própria do partido para governador no estado. Contou com o apoio do Rede Sustentabilidade, e teve como vice Roberto Campos.[22]
- Professora Lisete (PSOL): O PSOL decidiu-se por lançar Lisete Arelaro, professora da USP. Contou com o apoio do PCB.[23][24]
- Toninho Ferreira (PSTU): Seguindo projeto de candidatura própria, o PSTU lança Toninho Ferreira para governador.[25][26]
- Rodrigo Tavares (PRTB): O PRTB apostará na candidatura do advogado Rodrigo Tavares. Recebe apoio do PSL.[27] Já trabalhou em diversas secretarias municipais de Guarulhos, como Saúde, Governo, Cultura, Assistência Social e Assuntos Jurídicos. Também passou pelo Procon e pela Fazenda Pública do Estado de São Paulo. Seu último cargo foi de Diretor da Secretaria Municipal de Trabalho em Guarulhos.[28]
- Major Costa e Silva (DC): O Democracia Cristã apostará na candidatura do Major Costa e Silva ao Governo do Estado[29]
- Marcelo Cândido (PDT): O partido chegou a anunciar o apoio a candidatura de Márcio França[30], mas no dia 5 de agosto oficializou a candidatura do ex-prefeito de Suzano Marcelo Cândido. A candidata a vice é Gleides Sodré.[31]
- Rogério Chequer (NOVO): O partido Novo apostará na candidatura do criador do Movimento Vem Para Rua Rogério Chequer.[32]
- Edson Dorta/Lilian Miranda (PCO): O carteiro disputou as eleições 2016 como candidato a prefeito de Campinas foi escolhido como candidato do partido ao Governo do Estado. A candidata a vice foi Lilian Miranda.[33] Porém em 11 de setembro de 2018 foi considerado inelegivel pelo TRE[34].Dias depois,em 17 de setembro o partido registrou a ex-candidata a vice de Dorta Lilian Miranda como candidata ao Governo de SP[35]

| Candidato(a) a governador(a)                               | Candidato(a) a governador(a)                               | Candidato(a) a governador(a)                               | Candidato(a) a vice-governador(a)                          | Nº                                                         | Coligação/Partido                                                                                       | Coligações proporcionais/Partido | Tempo de horário eleitoral |
| ---------------------------------------------------------- | ---------------------------------------------------------- | ---------------------------------------------------------- | ---------------------------------------------------------- | ---------------------------------------------------------- | --- | --- | -------------------------- |
|                                                            |                                                            | Professora Lisete PSOL                                     | Maurício Costa PSOL                                        | 50                                                         | Sem Medo de Mudar São Paulo PSOL, PCB                                                                   | Sem Medo de Mudar São Paulo PSOL, PCB | 0:09                       |
|                                                            |                                                            | Lilian Miranda PCO                                         | Marcio Roberto Oliveira PCO                                | 29                                                         | Partido da Causa Operária PCO                                                                           | Partido da Causa Operária PCO | 0:04                       |
|                                                            |                                                            | Major Costa e Silva DC                                     | Cabo Fátima DC                                             | 27                                                         | Democracia Cristã DC                                                                                    | Democracia Cristã DC | 0:06                       |
|                                                            |                                                            | Márcio França PSB                                          | Eliane Nikoluk PR                                          | 40                                                         | São Paulo Confia e Avança PSB, PR, PSC, PPS, PTB, PV, PODE, PMB, PHS, PPL, PRP, PATRI, PROS, SD, AVANTE | PSB, PTB, PPS, PSC PSB, PTB, PPS, PSC Unidos Por São Paulo PODE, PHS, PMB Partidos sem coligação PR / PV / PPL / PRP / PATRI / PROS / SD / AVANTE | 2:17                       |
|                                                            |                                                            | Rodrigo Tavares PRTB                                       | Jairo Glikson PRTB                                         | 28                                                         | São Paulo Acima de Tudo, Deus Acima de Todos PRTB, PSL                                                  | Partidos sem coligação PRTB / PSL | 0:06                       |
|                                                            |                                                            | Rogério Chequer NOVO                                       | Andrea Menezes NOVO                                        | 30                                                         | Partido Novo NOVO                                                                                       | Partido Novo NOVO | 0:04                       |
|                                                            |                                                            | Toninho Ferreira PSTU                                      | Ariana Gonçalves PSTU                                      | 16                                                         | Partido Socialista dos Trabalhadores Unificado PSTU                                                     | Partido Socialista dos Trabalhadores Unificado PSTU                                                                                               | 0:04                       |
|                                                            |                                                            | Luiz Marinho PT                                            | Ana Bock PT                                                | 13                                                         | São Paulo do Trabalho e de Oportunidades PT, PCdoB                                                      | São Paulo do Trabalho e de Oportunidades PT, PCdoB                                                                                                | 1:23                       |
|                                                            |                                                            | Paulo Skaf MDB                                             | Tenente-Coronel Carla MDB                                  | 15                                                         | Movimento Democrático Brasileiro MDB                                                                    | Movimento Democrático Brasileiro MDB | 1:10                       |
|                                                            |                                                            | Marcelo Cândido PDT                                        | Gleides Sodré PDT                                          | 12                                                         | Partido Democrático Trabalhista PDT                                                                     | Partido Democrático Trabalhista PDT | 0:24                       |
|                                                            |                                                            | Cláudio Fernando PMN                                       | Roberto Campos REDE                                        | 33                                                         | Mobilização Sustentável por São Paulo PMN, REDE                                                         | Mobilização Sustentável por São Paulo PMN, REDE                                                                                                   | 0:09                       |
|                                                            |                                                            | João Doria PSDB                                            | Rodrigo Garcia DEM                                         | 45                                                         | AceleraSP PSDB, DEM, PSD, PRB, PP, PTC                                                                  | PSDB, PSD, DEM, PP PSDB, PSD, DEM, PPPartidos sem coligação PRB / PTC                                                                             | 2:58                       |
| Apresentação de acordo com a ordem da propaganda eleitoral | Apresentação de acordo com a ordem da propaganda eleitoral | Apresentação de acordo com a ordem da propaganda eleitoral | Apresentação de acordo com a ordem da propaganda eleitoral | Apresentação de acordo com a ordem da propaganda eleitoral | Apresentação de acordo com a ordem da propaganda eleitoral                                              | Apresentação de acordo com a ordem da propaganda eleitoral                                                                                        | Sobras: 0:06               |

Indeferidos
| Candidato(a) a governador(a) | Candidato(a) a governador(a) | Candidato(a) a governador(a) | Candidato(a) a vice-governador(a) | Nº | Coligação/Partido             | Notas |
| ---------------------------- | ---------------------------- | ---------------------------- | --------------------------------- | -- | ----------------------------- | --- |
|                              |                              | Edson Dorta PCO              | Lilian Miranda PCO                | 29 | Partido da Causa Operária PCO | A candidatura de Dorta foi indeferida pelo plenário do Tribunal Regional Eleitoral por 6 a 1 por não apresentar as contas das Eleições 2016. Sua candidatura foi substituída pela de Lilian Miranda, então vice-candidata em sua chapa. |

### Senador
- PSDB: O titular Aloysio Nunes Ferreira abdicou de sua candidatura à reeleição para continuar no cargo de ministro das Relações Exteriores. O partido lançou os deputados federais Mara Gabrilli e Ricardo Tripoli
- DEM: Inicialmente o DEM chegou a anunciar a candidatura do apresentador José Luiz Datena[37]. Após o mesmo desistir da disputa, o partido apoia as candidaturas do aliado PSDB.[38]
- MDB: A titular Marta Suplicy chegou a lançar sua candidatura à reeleição. Mas em 3 de agosto de 2018, abdicou de sua candidatura e se desfiliou do partido.[39] No lançamento da candidatura de Paulo Skaf foi lançada a candidatura da psicóloga Maria Aparecida Pinto, Cidinha, presidente do MDB Afro[40]. Após a desistência de Marta, o ex-prefeito de Araraquara Marcelo Barbieri assumiu a vaga na primeira chapa.[41]
- PT: O atual vereador de São Paulo, Eduardo Suplicy concorrerá a um mandato. Ele esteve no Senado por 24 anos. Junto com ele concorre o ex-deputado Jilmar Tatto.
- PV: O deputado federal Mendes Thame chegou a anunciar sua candidatura ao senado pelo partido, mas a retirou para tentar a reeleição a Câmara dos Deputados.[11]
- PSTU: O partido indicou para as duas vagas ao Senado Luiz Carlos Prates, o Mancha, e Eliana Ferreira.
- Patriota: Coligado com o PSB lançou o empresário Marco Souza, conhecido por Dateninha, mas desistiu da candidatura e declarou apoio a Mário Covas Neto
- PSB: O partido indicou ao Senado a ex-atleta Maureen Maggi.
- PDT: O partido indicou ao Senado o ex-presidente da CGB Antônio Neto.
- PSL: Coligado com o PRTB, partido indicou ao Senado o deputado federal Major Olímpio.
- Podemos: O partido indicou ao Senado o vereador Mário Covas Neto.[15]
- PRTB: Inicialmente o partido indicou ao Senado o empresário Jair Andreoni. Após o partido se coligar com o PSL, a candidatura foi retirada.
- REDE: Coligado ao PMN, indicou ao Senado os nomes de Pedro Henrique de Cristo e Moira Lázaro.
- PSOL: Coligado ao PCB, lançou como candidatos Silvia Ferraro e Daniel Cara.
- DC: O partido lançou a candidatura ao Senado do diretor do Sindicato dos Funcionários Públicos do Município de Bertioga e delegado sindical Kaled.
- NOVO: Primeiramente, indicou ao Senado o empresário e professor Christian Lohbauer, mas este acabou indo para a chapa presidencial como candidato a vice de João Amoêdo. Para seu lugar, entrou o produtor rural Diogo da Luz.

| Candidato(a) a senador | Candidato(a) a senador | Candidato(a) a senador | Candidatos a suplente | Nº | Coligação/Partido | Tempo de horário eleitoral |
| --- | --- | --- | --- | --- | --- | -------------------------- |
| | | Moira Lázaro REDE | 1º: Nilza Camilo (REDE) 2º: Bruna Maria (REDE)1 | 180 | Mobilização Sustentável por São Paulo PMN, REDE | 0:07                       |
| | | Pedro Henrique de Cristo REDE | 1º: Marcus do Preserve (REDE) 2º: Allen Ferraudo (REDE) | 188 | Mobilização Sustentável por São Paulo PMN, REDE | 0:07                       |
| | | Nivaldo Orlandi PCO | 1º: Angelina Dias (PCO) 2º: Ulisses Coelho (PCO) | 290 | Partido da Causa Operária PCO | 0:03                       |
| | | Jair Andreoni PRTB | 1º: Alfredo Farina Júnior (PRTB) 2º: Reinaldo Castilho Pedroso (PRTB) | 281 | São Paulo Acima de Tudo, Deus Acima de Todos PRTB, PSL | 0:05                       |
| | | Major Olímpio PSL | 1º: Alexandre Giordano (PSL) 2º: Marcos Pontes (PSL) | 177 | São Paulo Acima de Tudo, Deus Acima de Todos PRTB, PSL | 0:05                       |
| | | Cidinha Pinto MDB | 1º: Rodrigo Mandaliti (MDB) 2º: Maria Rita (MDB) | 151 | Movimento Democrático Brasileiro MDB | 0:55                       |
| | | Marcelo Barbieri MDB | 1º: Rodrigo Arenas (MDB) 2º: George (MDB) | 155 | Movimento Democrático Brasileiro MDB | 0:55                       |
| | | Diogo da Luz NOVO | 1º: Rodrigo Fonseca (NOVO) 2º: Daniel Kotez (NOVO) | 300 | Partido Novo NOVO | 0:03                       |
| | | Silvia Ferraro PSOL | 1º: Jorge Paz (PSOL) 2º: Jucinaldo Azevedo (PSOL) | 500 | Sem Medo de Mudar São Paulo PSOL, PCB | 0:07                       |
| | | Daniel Cara PSOL | 1º: Luciene Cavalcante (PSOL) 2º: Paulo Spina (PSOL) | 505 | Sem Medo de Mudar São Paulo PSOL, PCB | 0:07                       |
| | | Mancha PSTU | 1º: César Raya (PSTU) 2º: Raquel Polla (PSTU) | 160 | Partido Socialista dos Trabalhadores Unificado PSTU | 0:03                       |
| | | Eliana Ferreira PSTU | 1º: Veruska Tenório (PSTU) 2º: Sérgio Koei (PSTU) | 161 | Partido Socialista dos Trabalhadores Unificado PSTU | 0:03                       |
| | | Ricardo Tripoli PSDB | 1º: Pastora Carlinda (PRB) 2º: João Jorge (PSDB) | 450 | AceleraSP PSDB, DEM, PSD, PRB, PP, PTC | 2:19                       |
| | | Mara Gabrilli PSDB | 1º: Alfredo Cotait Neto (PSD) 2º: Ivani Boscolo (PSD) | 457 | AceleraSP PSDB, DEM, PSD, PRB, PP, PTC | 2:19                       |
| | | Antonio Neto PDT | 1º: Augusta Raeffray (PDT) 2º: Maria Amélia (PDT) | 123 | Partido Democrático Trabalhista PDT | 0:19                       |
| | | Eduardo Suplicy PT | 1º: Chicão (PCdoB) 2º: Silvana Donatti (PT) | 131 | São Paulo do Trabalho e de Oportunidades PT, PCdoB | 1:05                       |
| | | Jilmar Tatto PT | 1º: Marilândia Frazão (PT) 2º: Benedito Barbosa (PT) | 132 | São Paulo do Trabalho e de Oportunidades PT, PCdoB | 1:05                       |
| | | Maurren Maggi PSB | 1º: Marco Souza Dateninha (PSB)2 2º: José Brito de França (PV) | 400 | São Paulo Confia e Avança PSB, PR, PSC, PPS, PTB, PV, PODE, PMB, PHS, PPL, PRP, PATRI, PROS, SD, AVANTE | 1:47                       |
| | | Mário Covas Neto PODE | 1º: Raul Abreu (PODE) 2º: Ricardo Calvet (PODE) | 191 | São Paulo Confia e Avança PSB, PR, PSC, PPS, PTB, PV, PODE, PMB, PHS, PPL, PRP, PATRI, PROS, SD, AVANTE | 1:47                       |
| | | Kaled El Malat DC | 1º: Galdi (DC) 2º: Barreto (DC) | 277 | Democracia Cristã DC | —3                         |
| Apresentação de acordo com a ordem da propaganda eleitoral ↑1 - Bruna Maria substituiu Ana Paula Massonetto (REDE) após esta renunciar a candidatura ↑2 - Marco Souza Dateninha substituiu Paulo Correa (PV) após este renunciar a candidatura ↑3 - O candidato não possui tempo de horário eleitoral gratuito | Apresentação de acordo com a ordem da propaganda eleitoral ↑1 - Bruna Maria substituiu Ana Paula Massonetto (REDE) após esta renunciar a candidatura ↑2 - Marco Souza Dateninha substituiu Paulo Correa (PV) após este renunciar a candidatura ↑3 - O candidato não possui tempo de horário eleitoral gratuito | Apresentação de acordo com a ordem da propaganda eleitoral ↑1 - Bruna Maria substituiu Ana Paula Massonetto (REDE) após esta renunciar a candidatura ↑2 - Marco Souza Dateninha substituiu Paulo Correa (PV) após este renunciar a candidatura ↑3 - O candidato não possui tempo de horário eleitoral gratuito | Apresentação de acordo com a ordem da propaganda eleitoral ↑1 - Bruna Maria substituiu Ana Paula Massonetto (REDE) após esta renunciar a candidatura ↑2 - Marco Souza Dateninha substituiu Paulo Correa (PV) após este renunciar a candidatura ↑3 - O candidato não possui tempo de horário eleitoral gratuito | Apresentação de acordo com a ordem da propaganda eleitoral ↑1 - Bruna Maria substituiu Ana Paula Massonetto (REDE) após esta renunciar a candidatura ↑2 - Marco Souza Dateninha substituiu Paulo Correa (PV) após este renunciar a candidatura ↑3 - O candidato não possui tempo de horário eleitoral gratuito | Apresentação de acordo com a ordem da propaganda eleitoral ↑1 - Bruna Maria substituiu Ana Paula Massonetto (REDE) após esta renunciar a candidatura ↑2 - Marco Souza Dateninha substituiu Paulo Correa (PV) após este renunciar a candidatura ↑3 - O candidato não possui tempo de horário eleitoral gratuito | Sobras: 0:07               |

## Pesquisas de opinião

### 1º turno
| Data  | Instituto         | Margem de erro | Skaf (MDB) | Dória (PSDB) | França (PSB) | Marinho (PT) | Costa e Silva (DC) | Lisete (PSOL) | Chequer (NOVO) | Candido (PDT) | Fernando (PMN) | Rodrigo (PRTB) | Toninho (PSTU) | Lilian Miranda (PCO) | Brancos e Nulos | Indecisos |
| ----- | ----------------- | -------------- | ---------- | ------------ | ------------ | ------------ | ------------------ | ------------- | -------------- | ------------- | -------------- | -------------- | -------------- | -------------------- | --------------- | --------- |
| 14/08 | RealTime Big Data | ±2%            | 25%        | 23%          | 6%           | 4%           | 0%                 | 2%            | 1%             | 0%            | 0%             | 0%             | 0%             | 0%                   | 22%             | 17%       |
| 20/08 | IBOPE             | ±3%            | 18%        | 20%          | 5%           | 4%           | 3%                 | 2%            | 0%             | 1%            | 1%             | 1%             | 1%             | 0%                   | 29%             | 15%       |
| 22/08 | Datafolha         | ±2%            | 20%        | 25%          | 4%           | 4%           | 2%                 | 2%            | 1%             | 1%            | 1%             | 1%             | 1%             | 0%                   | 26%             | 11%       |
| 06/09 | Datafolha         | ±2%            | 23%        | 25%          | 8%           | 5%           | 2%                 | 2%            | 1%             | 1%            | 1%             | 1%             | 1%             | 0%                   | 22%             | 8%        |
| 10/09 | IBOPE             | ±3%            | 22%        | 21%          | 8%           | 5%           | 2%                 | 1%            | 1%             | 1%            | 1%             | 1%             | 1%             | 0%                   | 24%             | 13%       |
| 18/09 | IBOPE             | ±3%            | 24%        | 23%          | 9%           | 8%           | 2%                 | 2%            | 1%             | 1%            | 1%             | 1%             | 1%             | 0%                   | 17%             | 11%       |
| 20/09 | Datafolha         | ±2%            | 22%        | 26%          | 11%          | 6%           | 2%                 | 2%            | 1%             | 1%            | 1%             | 1%             | 1%             | 1%                   | 22%             | 8%        |
| 24/09 | IBOPE             | ±3%            | 24%        | 22%          | 12%          | 6%           | 4%                 | 2%            | 1%             | 1%            | 1%             | 1%             | 1%             | 1%                   | 18%             | 7%        |
| 28/09 | Datafolha         | ±2%            | 22%        | 25%          | 14%          | 5%           | 3%                 | 2%            | 1%             | 1%            | 1%             | 1%             | 1%             | 1%                   | 15%             | 8%        |
| 03/10 | IBOPE             | ±2%            | 21%        | 24%          | 14%          | 8%           | 3%                 | 1%            | 1%             | 1%            | 1%             | 1%             | 0%             | 0%                   | 14%             | 11%       |
| 04/10 | Datafolha         | ±2%            | 22%        | 26%          | 16%          | 6%           | 2%                 | 3%            | 1%             | 1%            | 1%             | 2%             | 1%             | 1%                   | 11%             | 8%        |
| 06/10 | IBOPE             | ±2%            | 24%        | 26%          | 14%          | 6%           | 3%                 | 2%            | 1%             | 1%            | 0%             | 1%             | 1%             | 1%                   | 11%             | 9%        |
| 06/10 | Datafolha         | ±2%            | 21%        | 27%          | 16%          | 6%           | 4%                 | 2%            | 1%             | 1%            | 1%             | 2%             | 0%             | 0%                   | -%              | -%        |

### 2.º turno
Apenas votos válidos
| Data  | Instituto          | Margem de erro | Dória (PSDB) | França (PSB) |
| ----- | ------------------ | -------------- | ------------ | ------------ |
| 15/10 | Paraná Pesquisas   | ±2%            | 52,3%        | 47,7%        |
| 17/10 | IBOPE              | ±3%            | 52%          | 48%          |
| 18/10 | Datafolha          | ±3%            | 53%          | 47%          |
| 22/10 | Paraná Pesquisas   | ±2%            | 54,1%        | 45,9%        |
| 23/10 | IBOPE              | ±3%            | 53%          | 47%          |
| 25/10 | Datafolha          | ±2%            | 52%          | 48%          |
| 26/10 | Real Time Big Data | ±2%            | 50%          | 50%          |
| 27/10 | IBOPE              | ±2%            | 50%          | 50%          |
| 27/10 | Datafolha          | ±2%            | 49%          | 51%          |

## Debates televisionados

### Para governador

#### 1.º turno
Os candidatos Toninho Ferreira (PSTU), Major Costa e Silva (DC), Edson Dorta/Lilian Miranda (PCO), Rogério Chequer (NOVO) e Cláudio Fernando (PMN) não foram convidados para os debates realizados.
| Data         | Organizadores                              | Mediador                                 | Doria (PSDB) | Skaf (MDB) | França (PSB) | Marinho (PT) | Lisete (PSOL) | Cândido (PDT) | Tavares (PRTB) |
| ------------ | ------------------------------------------ | ---------------------------------------- | ------------ | ---------- | ------------ | ------------ | ------------- | ------------- | -------------- |
| 16/08, 22h   | Band São Paulo, BandNews TV                | Fabio Pannunzio                          | Presente     | Presente   | Presente     | Presente     | Presente      | Presente      | Presente       |
| 24/08, 22h   | RedeTV! São Paulo                          | Amanda Klein, Bóris Casoy, Mariana Godoy | Presente     | Presente   | Presente     | Presente     | Presente      | Presente      | Presente       |
| 16/09, 18h   | TV Gazeta, O Estado de S. Paulo, Jovem Pan | Maria Lydia Flândoli                     | Presente     | Presente   | Presente     | Presente     | Presente      | Presente      | Presente       |
| 19/09, 17h45 | SBT São Paulo, Folha de S.Paulo, UOL       | Carlos Nascimento                        | Presente     | Presente   | Presente     | Presente     | Presente      | Presente      | Presente       |
| 29/09, 13h   | RecordTV São Paulo, R7                     | Reinaldo Gottino                         | Presente     | Presente   | Presente     | Presente     | Presente      | Presente      | Presente       |
| 02/10, 22h05 | TV Globo São Paulo, G1, GloboNews          | César Tralli                             | Presente     | Presente   | Presente     | Presente     | Presente      | Presente      | Presente       |

#### 2.º turno
| Data         | Organizadores                              | Mediador             | Doria (PSDB) | França (PSB) |
| ------------ | ------------------------------------------ | -------------------- | ------------ | ------------ |
| 18/10, 22h30 | Band São Paulo, BandNews TV                | Fábio Pannunzio      | Presente     | Presente     |
| 19/10, 13h30 | RecordTV São Paulo, R7                     | Reinaldo Gottino     | Presente     | Presente     |
| 21/10, 18h   | TV Gazeta, O Estado de S. Paulo, Jovem Pan | Maria Lydia Flândoli | Cancelado    | Cancelado    |
| 23/10, 17h45 | SBT São Paulo, Folha de S.Paulo, UOL       | Carlos Nascimento    | Presente     | Presente     |
| 25/10, 22h05 | TV Globo São Paulo, G1, GloboNews          | César Tralli         | Presente     | Presente     |

### Para senador
Foram chamados os 7 mais bem-posicionados na pesquisa Datafolha de intenção de voto do dia 6 de setembro.
| Data       | Organizadores     | Mediador                       | Suplicy (PT) | Covas (PODE) | Olímpio (PSL) | Mara (PSDB) | Maggi (PSB) | Tripoli (PSDB) | Cidinha (MDB) |
| ---------- | ----------------- | ------------------------------ | ------------ | ------------ | ------------- | ----------- | ----------- | -------------- | ------------- |
| 20/09, 13h | RedeTV! São Paulo | Mauro Tagliaferri e Erica Reis | Presente     | Presente     | Presente      | Presente    | Ausente     | Presente       | Presente      |

## Resultados

### Governador
| Candidato(a)             | Vice                        | Primeiro turno 7 de outubro de 2018 | Primeiro turno 7 de outubro de 2018 | Segundo turno 28 de outubro de 2018 | Segundo turno 28 de outubro de 2018 |
| Candidato(a)             | Vice                        | Total                               | Percentagem                         | Total                               | Percentagem                         |
| ------------------------ | --------------------------- | ----------------------------------- | ----------------------------------- | ----------------------------------- | ----------------------------------- |
| João Doria (PSDB)        | Rodrigo Garcia (DEM)        | 6.431.555                           | 31,77%                              | 10.990.350                          | 51,75%                              |
| Márcio França (PSB)      | Eliane Nikoluk (PR)         | 4.358.998                           | 21,53%                              | 10.248.740                          | 48,25%                              |
| Paulo Skaf (MDB)         | Tenente-Coronel Carla (MDB) | 4.269.865                           | 21,09%                              | Não participaram                    | Não participaram                    |
| Luiz Marinho (PT)        | Ana Bock (PT)               | 2.563.922                           | 12,66%                              | Não participaram                    | Não participaram                    |
| Major Costa e Silva (DC) | Cabo Fátima (DC)            | 747.462                             | 3,69%                               | Não participaram                    | Não participaram                    |
| Rogério Chequer (NOVO)   | Andrea Menezes (NOVO)       | 673.102                             | 3,32%                               | Não participaram                    | Não participaram                    |
| Rodrigo Tavares (PRTB)   | Jairo Glikson (PRTB)        | 649.729                             | 3,21%                               | Não participaram                    | Não participaram                    |
| Professora Lisete (PSOL) | Maurício Costa (PSOL)       | 507.236                             | 2,51%                               | Não participaram                    | Não participaram                    |
| Marcelo Cândido (PDT)    | Gleides Sodré (PDT)         | 323.235                             | 0,00%                               | Não participaram                    | Não participaram                    |
| Claudio Fernando (PMN)   | Roberto Campos (REDE)       | 28.666                              | 0,14%                               | Não participaram                    | Não participaram                    |
| Toninho Ferreira (PSTU)  | Ariana Gonçalves (PSTU)     | 16.202                              | 0,08%                               | Não participaram                    | Não participaram                    |
| Lilian Miranda (PCO)     | Marcio Roberto (PCO)        | 7.035                               | 0,00%                               | Não participaram                    | Não participaram                    |
| → Total de votos válidos | → Total de votos válidos    | 20.246.737                          | 78,09%                              | 21.239.090                          | 82,20%                              |
| → Votos em branco        | → Votos em branco           | 1.801.747                           | 6,95%                               | 1.054.978                           | 4,08%                               |
| → Votos nulos            | → Votos nulos               | 3.549.601                           | 13,69%                              | 3.543.394                           | 13,71%                              |
| → Votos anulados         | → Votos anulados            | 330.270                             | 1,27%                               | 0                                   | 0%                                  |
| Total                    | Total                       | 25.928.355                          | 78,48%                              | 25.837.462                          | 78,22%                              |
| Abstenções               | Abstenções                  | 7.111.052                           | 21,52%                              | 7.195.323                           | 21,78%                              |
| Eleitorado apto          | Eleitorado apto             | 33.032.372                          | 33.032.372                          | 33.032.785                          | 33.032.785                          |

| Partido | Partido | Candidato     | Votos      | Votos (%) |
| ------- | ------- | ------------- | ---------- | --------- |
|         | PSDB    | Doria         | 6 431 555  | 31,77%    |
|         | PSB     | França        | 4 358 998  | 21,53%    |
|         | MDB     | Skaf          | 4 269 865  | 21,09%    |
|         | PT      | Marinho       | 2 563 922  | 12,66%    |
|         | DC      | Costa e Silva | 747 462    | 3,69%     |
|         | NOVO    | Chequer       | 673 102    | 3,32%     |
|         | PRTB    | Tavares       | 649 729    | 3,21%     |
|         | PSOL    | Lisete        | 507 236    | 2,51%     |
|         | PMN     | Claudio       | 28 666     | 0,14%     |
|         | PSTU    | Toninho       | 16 202     | 0,08%     |
|         | PCO     | Lilian        | 0          | 0%        |
|         | PDT     | Cândido       | 0          | 0%        |
| Totais  | Totais  | Totais        | 20 246 737 |           |

| Partido | Partido | Candidato | Votos      | Votos (%) |
| ------- | ------- | --------- | ---------- | --------- |
|         | PSDB    | Doria     | 10 990 350 | 51,75%    |
|         | PSB     | França    | 10 248 740 | 48,25%    |
| Totais  | Totais  | Totais    | 21 239 090 |           |

### Senador
Os candidatos Jair Andreoni (PRTB), Kaled El Malat(DC) e Nivaldo Orlandi (PCO) não tiveram seus votos calculados devido a problemas em suas candidaturas junto ao TSE.
| Candidato(a)                    | Turno único 7 de outubro de 2018 | Turno único 7 de outubro de 2018 |
| Candidato(a)                    | Total                            | Percentagem                      |
| ------------------------------- | -------------------------------- | -------------------------------- |
| Major Olímpio (PSL)             | 9.039.717                        | 25,81%                           |
| Mara Gabrilli (PSDB)            | 6.513.282                        | 18,59%                           |
| Eduardo Suplicy (PT)            | 4.667.565                        | 13,32%                           |
| Ricardo Tripoli (PSDB)          | 3.154.058                        | 9,00%                            |
| Maurren Maggi (PSB)             | 2.979.856                        | 8,51%                            |
| Mário Covas Neto (PODE)         | 2.217.983                        | 6,07%                            |
| Jilmar Tatto (PT)               | 2.103.377                        | 6,00%                            |
| Diogo da Luz (NOVO)             | 1.778.884                        | 5,08%                            |
| Cidinha Pinto(MDB)              | 587.859                          | 1,68%                            |
| Silvia Ferraro (PSOL)           | 543.583                          | 1,55%                            |
| Daniel Cara (PSOL)              | 440.118                          | 1,26%                            |
| Marcelo Barbieri (MDB)          | 386.880                          | 1,10%                            |
| Antonio Neto (PDT)              | 358.432                          | 1,02%                            |
| Jair Andreoni (PRTB)            | 145.944                          | 0,00%                            |
| Pedro Henrique de Cristo (REDE) | 136.466                          | 0,39%                            |
| Kaled El Malat(DC)              | 134.266                          | 0,00%                            |
| Moira Lázaro (REDE)             | 129.146                          | 0,37%                            |
| Eliana Ferreira (PSTU)          | 60.731                           | 0,17%                            |
| Mancha (PSTU)                   | 21.183                           | 0,06%                            |
| Nivaldo Orlandi (PCO)           | 7.419                            | 0,00%                            |
| → Total de votos válidos        | 35.029.120                       | 67,57%                           |
| → Votos em branco               | 5.599.960                        | 10,80%                           |
| → Votos nulos                   | 11.071.875                       | 21,36%                           |
| → Votos anulados                | 141.685                          | 0,27%                            |
| Total                           | 25.921.320                       | 78,47%                           |
| Abstenções                      | 7.111.052                        | 21,53%                           |
| Eleitorado apto                 | 33.032.372                       | 33.032.372                       |

| Partido | Partido | Candidato | Votos      | Votos (%) |
| ------- | ------- | --------- | ---------- | --------- |
|         | PSL     | Olímpio   | 9 039 717  | 25,74%    |
|         | PSDB    | Mara      | 6 513 282  | 18,55%    |
|         | PT      | Suplicy   | 4 667 565  | 13,29%    |
|         | PSDB    | Tripoli   | 3 154 058  | 8,98%     |
|         | PSB     | Maurren   | 2 979 856  | 8,48%     |
|         | PODE    | Covas     | 2 217 983  | 6,32%     |
|         | PT      | Tatto     | 2 103 377  | 5,99%     |
|         | NOVO    | Diogo     | 1 778 884  | 5,07%     |
|         | MDB     | Cidinha   | 587 859    | 1,67%     |
|         | PSOL    | Silvia    | 543 583    | 1,55%     |
|         | PSOL    | Daniel    | 440 118    | 1,25%     |
|         | MDB     | Barbieri  | 386 880    | 1,1%      |
|         | PDT     | Neto      | 358 432    | 1,02%     |
|         | REDE    | Pedro     | 136 466    | 0,39%     |
|         | REDE    | Moira     | 129 146    | 0,37%     |
|         | PSTU    | Eliana    | 60 731     | 0,17%     |
|         | PSTU    | Mancha    | 21 184     | 0,06%     |
|         | PRTB    | Andreoni  | 0          | 0%        |
|         | DC      | Kaled     | 0          | 0%        |
|         | PCO     | Nivaldo   | 0          | 0%        |
| Totais  | Totais  | Totais    | 35 119 121 |           |

### Deputados federais eleitos
São relacionados os candidatos eleitos com informações complementares da Câmara dos Deputados. O quociente eleitoral da eleição para deputado federal nesta eleição foi de 299.943 votos. Com isso,a eleição torna-se histórica pois o candidato Eduardo Bolsonaro tornou-se o deputado federal mais votado da história com 1.843.735 votos, superando a votação obtida por Enéas Carneiro nas Eleições 2002.

Representação eleita
  PSL: 10
  PT: 8
  PR: 7
  PRB: 6
  PSDB: 6
  DEM: 5
  PP: 4
  PSB: 4
  NOVO: 3
  PODE: 3
  PSOL: 3
  MDB: 2
  PPS: 2
  PSD: 2
  PDT: 1
  PCdoB: 1
  PSC: 1
  PV: 1
  SD: 1

| Deputados federais eleitos          | Partido | Votação   | Percentual | Cidade onde nasceu    | Unidade federativa  |
| Eduardo Bolsonaro                   | PSL     | 1.843.735 | 8,74%      | Rio de Janeiro        | Rio de Janeiro      |
| Joice Hasselmann                    | PSL     | 1.078.666 | 5,11%      | Ponta Grossa          | Paraná              |
| Celso Russomanno                    | PRB     | 521.728   | 2,47%      | São Paulo             | São Paulo           |
| Kim Kataguiri                       | DEM     | 465.310   | 2,20%      | Salto                 | São Paulo           |
| Tiririca                            | PR      | 453.855   | 2,15%      | Itapipoca             | Ceará               |
| Tabata Amaral                       | PDT     | 264.450   | 1,24%      | São Paulo             | São Paulo           |
| Katia Sastre                        | PR      | 264.013   | 1,24%      | São Paulo             | São Paulo           |
| Sâmia Bomfim                        | PSOL    | 249.877   | 1,18%      | Presidente Prudente   | São Paulo           |
| Capitão Augusto                     | PR      | 242.327   | 1,15%      | Ourinhos              | São Paulo           |
| Marco Feliciano                     | PODE    | 239.784   | 1,14%      | Orlândia              | São Paulo           |
| Baleia Rossi                        | MDB     | 214.042   | 1,01%      | São Paulo             | São Paulo           |
| Vinicius Poit                       | NOVO    | 207.118   | 0,99%      | São Bernardo do Campo | São Paulo           |
| Luiza Erundina                      | PSOL    | 176.883   | 0,83%      | Uiraúna               | Paraíba             |
| Renata Abreu                        | PODE    | 161.239   | 0,76%      | São Paulo             | São Paulo           |
| Rui Falcão                          | PT      | 158.389   | 0,75%      | Pitangui              | Minas Gerais        |
| Alexandre Frota                     | PSL     | 155.522   | 0,74%      | Rio de Janeiro        | Rio de Janeiro      |
| Ivan Valente                        | PSOL    | 155.334   | 0,74%      | São Paulo             | São Paulo           |
| Marcos Pereira                      | PRB     | 139.165   | 0,67%      | Linhares              | Espírito Santo      |
| Carlos Zarattini                    | PT      | 137.909   | 0,65%      | São Paulo             | São Paulo           |
| Marco Bertaiolli                    | PSD     | 137.628   | 0,65%      | Mogi das Cruzes       | São Paulo           |
| Márcio Alvino                       | PR      | 135.844   | 0,64%      | São Paulo             | São Paulo           |
| Guilherme Mussi                     | PP      | 134.301   | 0,63%      | Curitiba              | Paraná              |
| Arnaldo Jardim                      | PPS     | 132.363   | 0,63%      | Altinópolis           | São Paulo           |
| Alex Manente                        | PPS     | 127.366   | 0,60%      | São Bernardo do Campo | São Paulo           |
| Bruna Furlan                        | PSDB    | 126.847   | 0,60%      | São Paulo             | São Paulo           |
| Carlos Sampaio                      | PSDB    | 125.666   | 0,59%      | Campinas              | São Paulo           |
| Nilto Tatto                         | PT      | 124.281   | 0,59%      | Frederico Westphalen  | Rio Grande do Sul   |
| Ricardo Izar                        | PP      | 121.869   | 0,58%      | São Paulo             | São Paulo           |
| Vítor Lippi                         | PSDB    | 120.529   | 0,57%      | Sorocaba              | São Paulo           |
| Tenente Derrite                     | PP      | 119.034   | 0,56%      | Sorocaba              | São Paulo           |
| Cezinha de Madureira                | PSD     | 119.024   | 0,56%      | Ipiau                 | Bahia               |
| Fausto Pinato                       | PP      | 118.684   | 0,56%      | Fernandópolis         | São Paulo           |
| Luiz Philippe de Orléans e Bragança | PSL     | 118.457   | 0,56%      | Rio de Janeiro        | Rio de Janeiro      |
| Alexandre Leite                     | DEM     | 116.416   | 0,55%      | São Paulo             | São Paulo           |
| Paulo Freire Costa                  | PR      | 116.416   | 0,52%      | São Paulo             | São Paulo           |
| Enrico Misasi                       | PV      | 108.038   | 0,51%      | São Paulo             | São Paulo           |
| Rosana Valle                        | PSB     | 106.100   | 0,50%      | Santos                | São Paulo           |
| Samuel Moreira                      | PSDB    | 103.215   | 0,49%      | Governador Valadares  | Minas Gerais        |
| Vanderlei Macris                    | PSDB    | 102.708   | 0,48%      | Americana             | São Paulo           |
| Rodrigo Agostinho                   | PSB     | 100.179   | 0,47%      | Cafelândia            | São Paulo           |
| Jefferson Campos                    | PSB     | 99.974    | 0,47%      | Ourinhos              | São Paulo           |
| David Soares                        | DEM     | 99.865    | 0,47%      | Rio de Janeiro        | Rio de Janeiro      |
| Coronel Tadeu                       | PSL     | 98.373    | 0,47%      | São Paulo             | São Paulo           |
| Vinicius Carvalho                   | PRB     | 97.862    | 0,46%      | Rio de Janeiro        | Rio de Janeiro      |
| Eduardo Cury                        | PSDB    | 94.282    | 0,45%      | São José dos Campos   | São Paulo           |
| Miguel Lombardi                     | PR      | 93.093    | 0,44%      | Limeira               | São Paulo           |
| Eli Corrêa Filho                    | DEM     | 92.257    | 0,44%      | São Paulo             | São Paulo           |
| Gilberto Nascimento                 | PSC     | 91.797    | 0,44%      | São Paulo             | São Paulo           |
| Geninho Zuliani                     | DEM     | 89.378    | 0,42%      | Ribeirão Preto        | São Paulo           |
| Alexandre Padilha                   | PT      | 87.576    | 0,42%      | Ribeirão Pires        | São Paulo           |
| Arlindo Chinaglia                   | PT      | 87.449    | 0,41%      | Serra Azul            | São Paulo           |
| Professor Luiz Flávio Gomes         | PSB     | 86.433    | 0,41%      | Sud Mennucci          | São Paulo           |
| Roberto Alves                       | PRB     | 82.097    | 0,39%      | Taubaté               | São Paulo           |
| Junior Bozzella                     | PSL     | 78.712    | 0,37%      | Santos                | São Paulo           |
| Paulo Teixeira                      | PT      | 78.512    | 0,37%      | Águas da Prata        | São Paulo           |
| Milton Vieira                       | PRB     | 77.413    | 0,37%      | Iepê                  | São Paulo           |
| Carla Zambelli                      | PSL     | 76.306    | 0,37%      | Ribeirão Preto        | São Paulo           |
| Paulinho da Força                   | SD      | 75.613    | 0,36%      | Porecatu              | Paraná              |
| Luiz Carlos Motta                   | PR      | 75.218    | 0,36%      | Ribeirão Preto        | São Paulo           |
| General Peternelli                  | PSL     | 74.190    | 0,35%      | Ribeirão Preto        | São Paulo           |
| Maria Rosas                         | PRB     | 71.745    | 0,34%      | Angra dos Reis        | Rio de Janeiro      |
| Vicentinho                          | PT      | 70.645    | 0,33%      | Santa Cruz            | Rio Grande do Norte |
| Abou Anni                           | PSL     | 69.256    | 0,32%      | São Paulo             | São Paulo           |
| Alencar Santana                     | PT      | 67.892    | 0,32%      | Guarulhos             | São Paulo           |
| Orlando Silva                       | PCdoB   | 64.822    | 0,31%      | Salvador              | Bahia               |
| Adriana Ventura                     | NOVO    | 64.341    | 0,30%      | São Paulo             | São Paulo           |
| Roberto de Lucena                   | PODE    | 56.033    | 0,26%      | Santa Isabel          | São Paulo           |
| Herculano Passos                    | MDB     | 49.653    | 0,24%      | Itu                   | São Paulo           |
| Alexis Fonteyne                     | NOVO    | 45.298    | 0,21%      | Campinas              | São Paulo           |
| Guiga Peixoto                       | PSL     | 31.718    | 0,15%      | Tatuí                 | São Paulo           |

### Assembleia Legislativa
Nas eleições para a Assembleia Legislativa de São Paulo, havia 94 cadeiras em jogo.
|                     |                                                |            |            |          |               |      |  |  |  |  |
| Partidos            | Partidos                                       | Votos      | % de votos | Assentos | % de assentos | +/–  |  |  |  |  |
| PSL                 | Partido Social Liberal                         | 4.025.339  | 19,31      | 15       | 15,95         | +14  |  |  |  |  |
| PSDB                | Partido da Social Democracia Brasileira        | 2.003.387  | 9,61       | 8        | 8,33          | -14  |  |  |  |  |
| PT                  | Partido dos Trabalhadores                      | 1.940.265  | 9,31       | 10       | 10,63         | -4   |  |  |  |  |
| PSB                 | Partido Socialista Brasileiro                  | 1.268.862  | 6,09       | 8        | 8,33          | +2   |  |  |  |  |
| DEM                 | Democratas                                     | 1.230.234  | 5,90       | 7        | 7,44          | -1   |  |  |  |  |
| PR                  | Partido da República                           | 1.196.787  | 5,74       | 6        | 6,38          | +3   |  |  |  |  |
| PSOL                | Partido Socialismo e Liberdade                 | 906.670    | 4,35       | 4        | 4.25          | +2   |  |  |  |  |
| NOVO                | Partido Novo                                   | 891.319    | 4,27       | 4        | 4.25          | Novo |  |  |  |  |
| PODE                | Podemos                                        | 874.310    | 4,19       | 4        | 4.25          | +3   |  |  |  |  |
| PP                  | Partido Progressista                           | 852.277    | 4,09       | 4        | 4.25          | +2   |  |  |  |  |
| PRB                 | Partido Republicano Brasileiro                 | 745.238    | 3,57       | 6        | 6,38          | -2   |  |  |  |  |
| MDB                 | Movimento Democrático Brasileiro               | 598.084    | 2,87       | 3        | 8.33          | +1   |  |  |  |  |
| PSD                 | Partido Social Democrático                     | 559.380    | 2,68       | 2        | 8.33          | -2   |  |  |  |  |
| PV                  | Partido Verde                                  | 468.653    | 2,25       | 1        | 1,06          | -2   |  |  |  |  |
| PTB                 | Partido Trabalhista Brasileiro                 | 365.566    | 1,75       | 2        | 2,12          | –    |  |  |  |  |
| PPS                 | Partido Popular Socialista                     | 337.380    | 1,62       | 2        | 2,12          | –    |  |  |  |  |
| PHS                 | Partido Humanista da Solidariedade             | 325.114    | 1,56       | 1        | 1,06          | –    |  |  |  |  |
| PATRI               | Patriota                                       | 313.957    | 1,51       | 1        | 1,06          | -2   |  |  |  |  |
| PROS                | Partido Republicano da Ordem Social            | 309.886    | 1,49       | 1        | 1,06          | +1   |  |  |  |  |
| PDT                 | Partido Democrático Trabalhista                | 300.680    | 1,44       | 1        | 1,06          | –    |  |  |  |  |
| PCdoB               | Partido Comunista do Brasil                    | 246.100    | 1,18       | 1        | 1,06          | -1   |  |  |  |  |
| SD                  | Solidariedade                                  | 232.081    | 1,11       | 1        | 1,06          | –    |  |  |  |  |
| AVA                 | Avante                                         | 210.034    | 1,01       | 1        | 1,06          | –    |  |  |  |  |
| REDE                | Rede Sustentabilidade                          | 164.367    | 0,79       | 1        | 1,06          | Novo |  |  |  |  |
| PRP                 | Partido Republicano Progressista               | 155.358    | 0,75       | 0        | 0             | –    |  |  |  |  |
| PSC                 | Partido Social Cristão                         | 125.079    | 0,60       | 0        | 0             | –    |  |  |  |  |
| PRTB                | Partido Renovador Trabalhista Brasileiro       | 52.706     | 0.25       | 0        | 0             | –    |  |  |  |  |
| PMN                 | Partido da Mobilização Nacional                | 31.326     | 0,15       | 0        | 0             | –    |  |  |  |  |
| PPL                 | Partido Pátria Livre                           | 30.826     | 0,15       | 0        | 0             | Novo |  |  |  |  |
| PTC                 | Partido Trabalhista Cristão                    | 24.566     | 0,12       | 0        | 0             | –    |  |  |  |  |
| PMB                 | Partido da Mulher Brasileira                   | 23.039     | 0,11       | 0        | 0             | Novo |  |  |  |  |
| DC                  | Democracia Cristã                              | 18.119     | 0,09       | 0        | 0             | –    |  |  |  |  |
| PSTU                | Partido Socialista dos Trabalhadores Unificado | 16.549     | 0,08       | 0        | 0             | –    |  |  |  |  |
| PCO                 | Partido da Causa Operária                      | 7.558      | 0.04       | 0        | 0             | –    |  |  |  |  |
| Votos nulos/brancos | Votos nulos/brancos                            | 5.070.214  | –          | –        |               | –    |  |  |  |  |
| Total               | Total                                          | 25.921.310 | 100        | 94       |               | 0    |  |  |  |  |
| Eleitorado apto     | Eleitorado apto                                | 33.032.372 |            | –        |               | –    |  |  |  |  |

### Deputados estaduais eleitos
Foram escolhidos 94 deputados estaduais para a Assembleia Legislativa de São Paulo. A eleição marcou pelo recorde de votos de Janaína Paschoal,com mais de 2 milhões de votos,sendo a deputada estadual mais votada na História. Além de pela primeira vez 
uma deputada transexual, Erica Malunguinho, e também de uma bancada coletiva, na figura de Mônica Bancada Ativista

Representação eleita
  PSL: 15
  PT: 10
  PSDB: 8
  PSB: 8
  DEM: 7
  PR: 6
  PRB: 6
  NOVO: 4
  PODE: 4
  PP: 4
  PSOL: 4
  MDB: 3
  PPS: 2
  PSD: 2
  PTB: 2
  AVANTE: 1
  PATRI: 1
  PCdoB: 1
  PDT: 1
  PHS: 1
  PROS: 1
  PV: 1
  REDE: 1
  SD: 1

| Deputados estaduais eleitos   | Partido | Votação   | Percentual | Cidade onde nasceu      | Unidade federativa |
| Janaína Paschoal              | PSL     | 2.060.786 | 9,88%      | São Paulo               | São Paulo          |
| Arthur Moledo do Val          | DEM     | 478.280   | 2,29%      | São Paulo               | São Paulo          |
| Carlos Giannazi               | PSOL    | 218.705   | 1,05%      | São Paulo               | São Paulo          |
| Coronel Telhada               | PP      | 214.445   | 1,03%      | São Paulo               | São Paulo          |
| Gil Diniz                     | PSL     | 214.037   | 1,03%      | Serra Talhada           | Pernambuco         |
| Daniel José                   | NOVO    | 183.480   | 0,88%      | Bragança Paulista       | São Paulo          |
| Jorge Wilson                  | PRB     | 177.414   | 0,86%      | Bauru                   | São Paulo          |
| Caio França                   | PSB     | 162.166   | 0,85%      | Santos                  | São Paulo          |
| Delegado Olim                 | PP      | 161.569   | 0,78%      | São Paulo               | São Paulo          |
| Mônica Cristina Seixas Bonfim | PSOL    | 149.844   | 0,72%      | Mogi das Cruzes         | São Paulo          |
| Edmir Chedid                  | DEM     | 135.991   | 0,65%      | Campinas                | São Paulo          |
| Major Mecca                   | PSL     | 131.531   | 0,63%      | Osasco                  | São Paulo          |
| Heni Ozi Cukier               | NOVO    | 130.214   | 0,62%      | São Paulo               | São Paulo          |
| André do Prado                | PR      | 123.313   | 0,59%      | Guararema               | São Paulo          |
| Alex de Madureira             | PSD     | 118.294   | 0,57%      | Piracicaba              | São Paulo          |
| Professor Kenny               | PP      | 117.567   | 0,56%      | Cubatão                 | São Paulo          |
| Marta Costa                   | PSD     | 117.159   | 0,56%      | São Paulo               | São Paulo          |
| Conte Lopes                   | PP      | 116.806   | 0,56%      | São Paulo               | São Paulo          |
| Campos Machado                | PTB     | 115.580   | 0,55%      | Cerqueira César         | São Paulo          |
| Carlos Cezar                  | PSB     | 115.556   | 0,55%      | Douradina               | Paraná             |
| Cauê Macris                   | PSDB    | 114.460   | 0,55%      | Americana               | São Paulo          |
| Reinaldo Alguz                | PV      | 114.352   | 0,55%      | Tupã                    | São Paulo          |
| Analice Fernandes             | PSDB    | 110.089   | 0,53%      | Jales                   | São Paulo          |
| Bruno Ganem                   | PODE    | 106.203   | 0,51%      | São Paulo               | São Paulo          |
| Milton Leite Filho            | DEM     | 105.492   | 0,51%      | São Paulo               | São Paulo          |
| Bruno Lima                    | PSL     | 103.823   | 0,50%      | São Paulo               | São Paulo          |
| Fernando Cury                 | PPS     | 99.815    | 0,48%      | Botucatu                | São Paulo          |
| Daniel Soares                 | DEM     | 97.330    | 0,47%      | Rio de Janeiro          | Rio de Janeiro     |
| Barba                         | PT      | 91.394    | 0,44%      | Água Boa                | Minas Gerais       |
| Carla Morando                 | PSDB    | 89.636    | 0,43%      | São Caetano do Sul      | São Paulo          |
| Rogério Nogueira              | DEM     | 89.040    | 0,43%      | Indaiatuba              | São Paulo          |
| Barros Munhoz                 | PSB     | 87.494    | 0,42%      | São Paulo               | São Paulo          |
| Bebel Noronha                 | PT      | 87.169    | 0,42%      | Pirassununga            | São Paulo          |
| Rodrigo Gambale               | PSL     | 86.981    | 0,42%      | Mogi das Cruzes         | São Paulo          |
| Enio Tatto                    | PT      | 86.744    | 0,42%      | Frederico Westphalen    | Rio Grande do Sul  |
| Altair Moraes                 | PRB     | 86.230    | 0,41%      | Recife                  | Pernambuco         |
| Luiz Fernando                 | PT      | 85.271    | 0,41%      | Águas da Prata          | São Paulo          |
| Cézar Marmo                   | PSDB    | 84.657    | 0,41%      | Osasco                  | São Paulo          |
| Edna Macedo                   | PRB     | 84.144    | 0,40%      | Rio das Flores          | Rio de Janeiro     |
| Jorge Luis Caruso             | MDB     | 83.758    | 0,40%      | São Paulo               | São Paulo          |
| Gilmaci Santos                | PRB     | 82.678    | 0,40%      | Dourados                | Mato Grosso do Sul |
| Itamar Borges                 | MDB     | 82.185    | 0,39%      | Santa Fé do Sul         | São Paulo          |
| Marcos Damásio                | PR      | 81.694    | 0,39%      | São Paulo               | São Paulo          |
| Rafael Zimbaldi               | PSB     | 80.789    | 0,39%      | Campinas                | São Paulo          |
| Paulo Fiorilo                 | PT      | 80.430    | 0,39%      | Araraquara              | São Paulo          |
| Wellington Moura              | PRB     | 80.281    | 0,38%      | Santos                  | São Paulo          |
| Dirceu Dalben                 | PR      | 79.564    | 0,38%      | Campinas                | São Paulo          |
| José Americo                  | PT      | 78.326    | 0,38%      | São Paulo               | São Paulo          |
| Ricardo Madalena              | PR      | 77.554    | 0,37%      | Santa Cruz do Rio Pardo | São Paulo          |
| Léo Oliveira                  | MDB     | 76.703    | 0,37%      | Barrinha                | São Paulo          |
| Rodrigo Moraes                | DEM     | 75.845    | 0,37%      | Itu                     | São Paulo          |
| Sebastião Santos              | PRB     | 75.280    | 0,36%      | Ribeirão Pires          | São Paulo          |
| Douglas Garcia                | PSL     | 74.351    | 0,36%      | São Paulo               | São Paulo          |
| Mauro Maurici                 | PT      | 74.254    | 0,36%      | Franco da Rocha         | São Paulo          |
| Carlão Pignatari              | PSDB    | 74.006    | 0,35%      | Votuporanga             | São Paulo          |
| Thiago Auricchio              | PR      | 73.435    | 0,35%      | São Caetano do Sul      | São Paulo          |
| Rafael Silva                  | PSB     | 71.992    | 0,35%      | Jardinópolis            | São Paulo          |
| Maria Lúcia Amary             | PSDB    | 70.793    | 0,34%      | Santos                  | São Paulo          |
| Roque Barbiere                | PTB     | 70.076    | 0,34%      | Coroados                | São Paulo          |
| Roberto Engler                | PSB     | 69.969    | 0,34%      | São Paulo               | São Paulo          |
| Marcos Zerbini                | PSDB    | 69.296    | 0,33%      | São Paulo               | São Paulo          |
| Emidio de Souza               | PT      | 65.898    | 0,32%      | Inúbia Paulista         | São Paulo          |
| Mauro Bragato                 | PSDB    | 65.475    | 0,31%      | Lins                    | São Paulo          |
| Vinícius Camarinha            | PSB     | 65.441    | 0,31%      | Marilia                 | São Paulo          |
| Leci Brandão                  | PCdoB   | 64.487    | 0,31%      | Rio de Janeiro          | Rio de Janeiro     |
| Márcia Lia                    | PT      | 63.751    | 0,31%      | Araraquara              | São Paulo          |
| Roberto Morais                | PPS     | 63.447    | 0,30%      | Charqueada              | São Paulo          |
| Delegada Graciela             | PR      | 63.089    | 0,30%      | Franca                  | São Paulo          |
| Dr. Jorge do Carmo            | PT      | 61.751    | 0,30%      | Anadia                  | Alagoas            |
| Ed Thomas                     | PTB     | 61.371    | 0,29%      | Santo Anastácio         | São Paulo          |
| Letícia Aguiar                | PSL     | 60.908    | 0,29%      | São José dos Campos     | São Paulo          |
| Estevam Galvão                | DEM     | 59.548    | 0,28%      | Garça                   | São Paulo          |
| Ataíde Teruel                 | PODE    | 58.136    | 0,28%      | Monte Aprazível         | São Paulo          |
| Erica Malunguinho             | PSOL    | 55.223    | 0,26%      | Recife                  | Pernambuco         |
| Valéria Bolsonaro             | PSL     | 54.519    | 0,26%      | Campinas                | São Paulo          |
| Isa Penna                     | PSOL    | 53.838    | 0,25%      | São Paulo               | São Paulo          |
| Alexandre Pereira             | SD      | 49.741    | 0,24%      | Caieiras                | São Paulo          |
| Paulo Corrêa Júnior           | PATRI   | 46.438    | 0,22%      | Santos                  | São Paulo          |
| Damaris Moura                 | PHS     | 45.103    | 0,22%      | Vitória da Conquista    | Bahia              |
| Tenente Nascimento            | PSL     | 45.050    | 0,22%      | São Paulo               | São Paulo          |
| Márcio da Farmácia            | PODE    | 44.969    | 0,22%      | Reginópolis             | São Paulo          |
| Zé Aprígio                    | PODE    | 43.320    | 0,21%      | Minador do Negrão       | Alagoas            |
| Adriana Borgo                 | PROS    | 41.953    | 0,20%      | São Paulo               | São Paulo          |
| Marina Helou                  | REDE    | 39.839    | 0,19%      | São Paulo               | São Paulo          |
| Danilo Balas                  | PSL     | 38.661    | 0,19%      | Sorocaba                | São Paulo          |
| Márcio Nakashima              | PDT     | 38.081    | 0,18%      | Guarulhos               | São Paulo          |
| Oscar Castelo Branco          | PSL     | 38.026    | 0,18%      | São Paulo               | São Paulo          |
| Sargento Neri                 | AVANTE  | 34.238    | 0,16%      | Lins                    | São Paulo          |
| Sergio Victor                 | NOVO    | 29.909    | 0,14%      | São Paulo               | São Paulo          |
| Ricardo Mellão                | NOVO    | 27.150    | 0,13%      | São Paulo               | São Paulo          |
| Adalberto Freitas             | PSL     | 26.153    | 0,13%      | Porto Alegre            | Rio Grande do Sul  |
| Frederico D'Avila             | PSL     | 24.470    | 0,12%      | São Paulo               | São Paulo          |
| Tenente Coimbra               | PSL     | 24.109    | 0,12%      | Santos                  | São Paulo          |
| Coronel Nishikawa             | PSL     | 23.094    | 0,11%      | Vera Cruz               | São Paulo          |